# 程良
程良（1515年—？），字明輔，江西饒州府樂平縣人，民籍，明朝政治人物。

## 生平
江西鄉試第三十二名舉人。嘉靖二十年（1541年）中式辛丑科會試第二百七十八名，登第三甲第一百七十一名進士。

## 家族
曾祖程鳳翔；祖父程文寬；父程永亮。前母楊氏；母詹氏。永感下。兄程计。弟程謹。